# Raoultella
Raoultella es un género de bacterias Gram negativas, oxidasa negativas, aeróbicas, móviles, capsuladas y anaerobias facultativas (anteriormente designadas como  Klebsiella) en la familia Enterobacteriaceae. Su nombre es en honor del microbiólogo francés Didier Raoult. Su validez como género es discutida por no ser probablemente monofilético y se ha sugerido su reunificación con Klebsiella.

## Microbiología
El crecimiento de estas bacterias ocurre a 10 °C, consistente con el hecho de que se pueden encontrar a nivel de plantas, suelo y agua.

## Especies
- Raoultella electrica 1GBT[4]
- Raoultella ornithinolytica ATCC 31898T[1]
- Raoultella planticola ATCC 33531T[1]
- Raoultella terrigena ATCC 33257T[1]